# Albert Frey (Musiker)

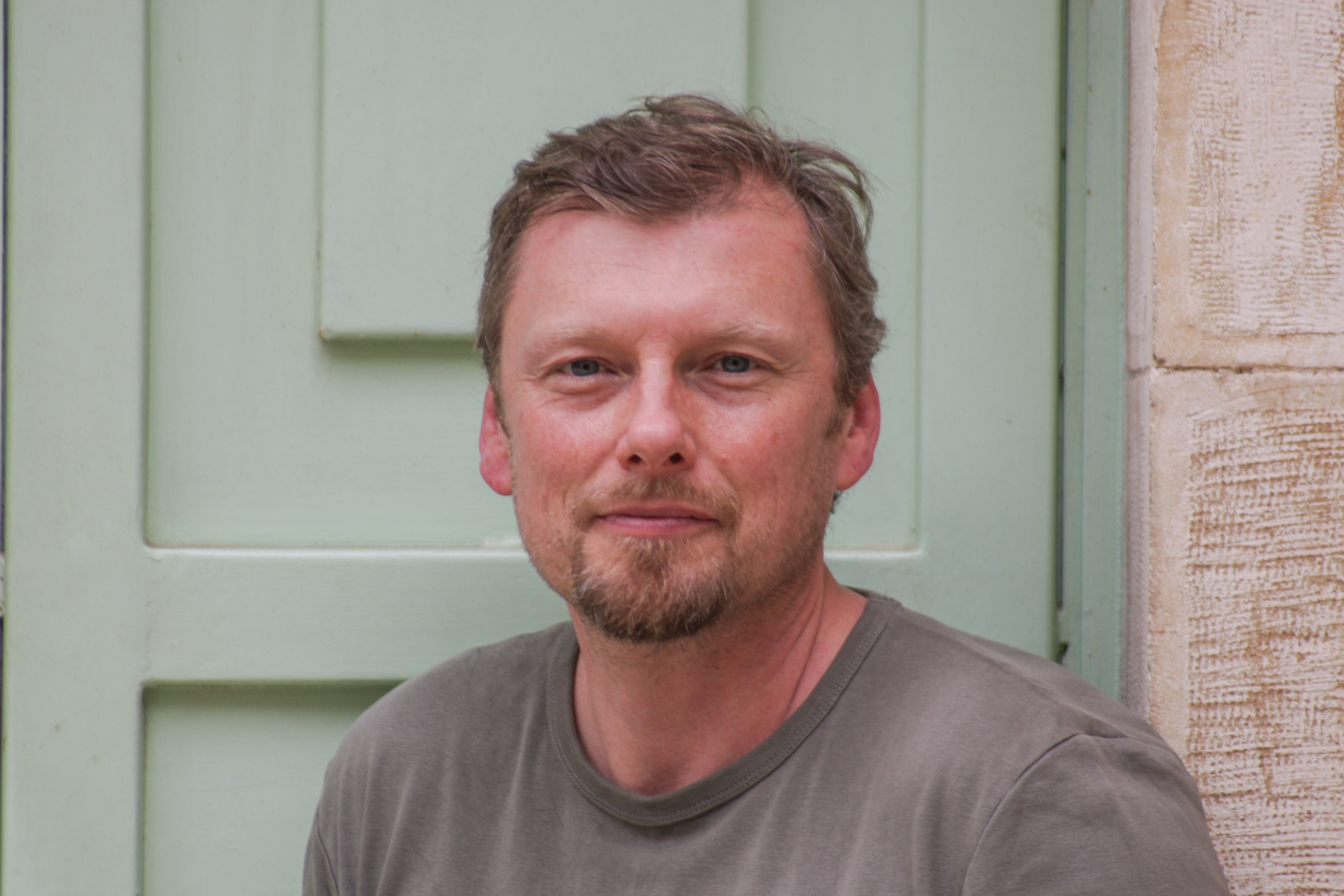
Albert Frey (2008)

Albert Frey (* 29. Mai 1964 in der Nähe von Ravensburg) ist ein deutscher Sänger, Songwriter und Musikproduzent christlicher Popmusik, insbesondere von Lobpreismusik.

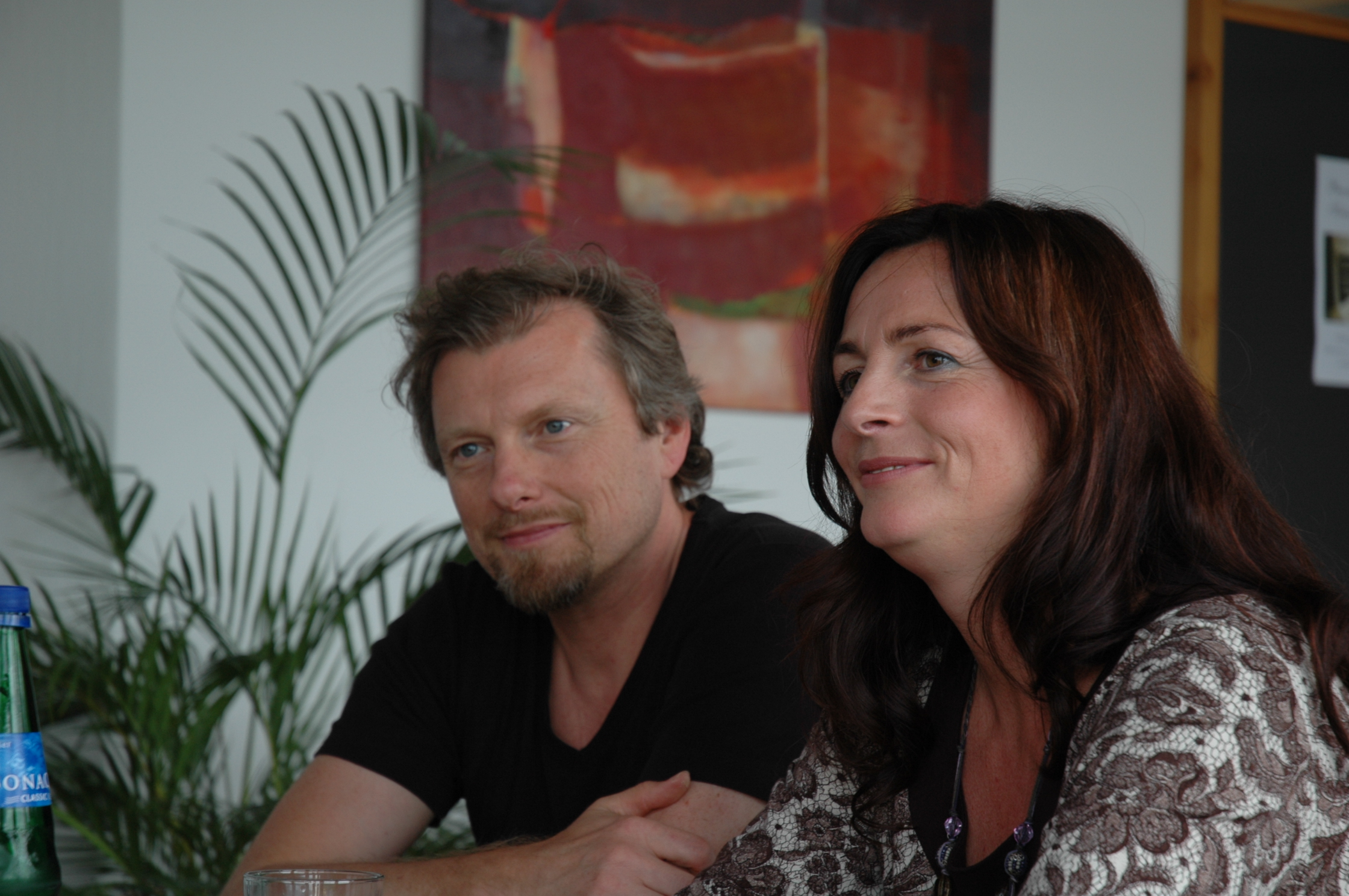
Albert Frey und Andrea Adams-Frey (2010)

## Werdegang
Als Sohn eines Musiklehrers und Kirchenmusikers bekam Frey früh eine musikalische Ausbildung. Mit sieben Jahren begann er, Blockflöte und Klavier zu lernen, später folgten Klarinette und Gitarre, mit denen er in Schülerbands spielte. Zu seinem christlichen Glauben kam er Anfang der 1980er Jahre, während einer katholisch-charismatischen Jugendarbeit in Ravensburg. Kurz darauf trat er der christlichen Rock-Band Effata bei.
Anfang der 1990er Jahre schloss er sein Studium als Diplom-Toningenieur ab und machte sich mit einem eigenen Tonstudio selbständig. Seit 1989 engagiert sich Albert Frey in seiner selbstgegründeten Immanuel-Lobpreis-Werkstatt Ravensburg als Komponist, Produzent und Lobpreisleiter in der christlichen Musikszene. Seit Mitte der 1990er Jahre ist er als Produzent für die CD- und Liederbuchreihe Feiert Jesus! verantwortlich. Er hat bisher mehr als 240 Kompositionen veröffentlicht und an über 50 CD-Produktionen mitgewirkt. Frey produziert darüber hinaus auch CDs für andere Künstler, zum Beispiel für Conny Reusch, Andreas Volz oder Christoph Zehendner.
Seit 2001 ist Frey mit der Sängerin Andrea Adams-Frey verheiratet und ist als Referent und Autor für die christliche Zeitschrift „Aufatmen“ tätig. 2009 startete er, zusammen mit seiner Frau, den Seelsorgekongress „Zuerst geliebt“, der 2011 unter dem Titel „Lebendig“ weitergeführt wird. Das Paar lebt seit 2012 auf dem eigenen Pferdehof in Forchtenberg, wo sich auch ihr „Adenhof Studio“ befindet.
Im März 2011 bekam Albert Frey den Impala-Silver-Award für seine Produktionen Für den König, Anker in der Zeit und Land der Ruhe aufgrund des Verkaufs von je 20.000 Einheiten derselben verliehen.
Nach der Arbeit an verschiedenen Soloalben, zuletzt unter dem Titel Damit wir das Leben haben, veröffentlichte er 2023 das Poporatorium 7 Worte vom Kreuz, das sich mit der Passionsgeschichte befasst und ab 2024 auch live in Zusammenarbeit mit verschiedenen Chören aufgeführt wird.

## Diskografie
| Jahr | Titel                                       | Label           | Information                                                                                             |
| ---- | ------------------------------------------- | --------------- | --- |
| 1997 | Bis du kommst – Lieder für den Gottesdienst | D&D Medien      | |
| 1998 | 24/12 Bewegte Weihnachten                   | Hänssler Verlag | |
| 1998 | Unser Vater                                 | Projektion J    | |
| 2000 | Nichts will ich mehr – Albert Frey live     | Schulte & Gerth | Liveaufnahme im Rahmen des Kongresses Jesus 2000 in Nürnberg, Mai 1999                                  |
| 2001 | Leviten Camp Live                           | Schleife Verlag | mit Lilo Keller, Don Potter, Lothar Kosse, Peter Helms                                                  |
| 2002 | Zwischen Himmel und Erde                    | Gerth Medien    | |
| 2003 | Song of heaven – Worship from Germany       | Gerth Medien    | |
| 2004 | Anker in der Zeit – Lobpreissongs 1992–2004 | Gerth Medien    | Compilation                                                                                             |
| 2006 | Für den König                               | Gerth Medien    | |
| 2006 | Land der Ruhe                               | Gerth Medien    | mit Andrea Adams-Frey                                                                                   |
| 2008 | Zuerst geliebt                              | Gerth Medien    | mit Andrea Adams-Frey                                                                                   |
| 2009 | Wer ist ein Gott wie du – Die Highlights    | Gerth Medien    | mit Andrea Adams-Frey                                                                                   |
| 2010 | Urklang                                     | Gerth Medien    | Ersterscheinung als Limited Edition in Form eines Doppelalbums mit Album Lebendig von Andrea Adams-Frey |
| 2012 | Im Namen des Vaters                         | Gerth Medien    | mit Andrea Adams-Frey                                                                                   |
| 2013 | Tiefer sehen                                | Gerth Medien    | mit Andrea Adams-Frey                                                                                   |
| 2016 | Komm zur Quelle                             | Gerth Medien    | mit Andrea Adams-Frey                                                                                   |
| 2017 | Wild & Weise                                | Gerth Medien    | Solo-Album, speziell für Männer                                                                         |
| 2018 | Meine Seele singe – Lobpreissongs 2004-2018 | Gerth Medien    | Compilation (DCD)                                                                                       |
| 2020 | Damit wir das Leben haben                   | Gerth Medien    | mit Andrea Adams-Frey                                                                                   |
| 2023 | 7 Worte vom Kreuz                           | Creative Kirche | Chormusical mit Andrea Adams-Frey, Lena Belgart, Lars Peter, Michael Janz (Doppel-CD)                   |

## Bibliografie
- Mit Liedern beten. Inspirationen zur Gestaltung von Lobpreis und Anbetung (hg. Ulrich Eggers), R. Brockhaus, Wuppertal 2005, ISBN 978-3-417-24479-3.
- Für den König. Auf dem Weg zum ganzen Mann, SCM R. Brockhaus, Witten 2011, ISBN 978-3-417-26439-5.
- Im Namen des Vaters: liturgische Gebete – alte Schätze neu entdecken, SCM R. Brockhaus, Witten 2012, ISBN 978-3-417-26505-7.
- Tiefgang, Gebete und Impulse für Jugendliche, Gabriel Verlag, Stuttgart 2014, ISBN 978-3-522-30366-8.
- Anbetung in Wahrheit und im Geist, SCM R. Brockhaus, Witten 2019, ISBN 978-3-417-26876-8.